# دانشکده دندانپزشکی تهران
دانشکده دندانپزشکی دانشگاه علوم پزشکی تهران یکی از دانشکده‌های دندانپزشکی ایران وابسته به دانشگاه علوم پزشکی تهران در تهران است. این دانشکده در سال ۱۳۲۲ بنیانگذاری شد.

## تاریخچه
مدرسه دندانسازی در سال ۱۳۰۹ به پیشنهاد دکتر ملچارسکی (دندانساز مخصوص دربار) تأسیس گردید. به پیشنهاد وزیر معارف وقت، سلیمان میرزا، پارک اتابک متعلق به ظل‌السلطان پسر ناصرالدین شاه خریداری و در نتیجه مدرسه طب، داروسازی و وزارت معارف، به محل جدید خیابان اکباتان منتقل گردید و دو اتاق و یک زیرزمین به مدرسه دندانسازی داده شد. سپس به علت کمبود جا، مدرسه دندانسازی به ساختمان سعدالدوله واقع در چهار راه مخبرالدوله و سپس به بیمارستان معتمد واقع در خیابان آقا شیخ هادی و سرانجام بعد از احداث دانشگاه فعلی به آن مکان منتقل گردید. در تمام این مدت، مدرسه دندانسازی وابسته به مدرسه طب بود، ولی از سال ۱۳۳۵ مستقل گردید و در ۲۶ بهمن ۱۳۲۲ مدرسه دندانسازی به دانشکده دندانپزشکی تغییر نام یافت. هم‌اکنون ریاست این دانشکده را دکتر بهمن سراج برعهده دارد.